# 钱氏陵齿蕨
钱氏陵齿蕨（学名：Lindsaea chienii），为鳞始蕨科鳞始蕨属下的一个植物种。也称钱氏林蕨、啮蚀陵齿蕨、阔边陵齿蕨。